# 1350 Rosselia
1350 Rosselia este un asteroid din centura principală, descoperit pe 3 octombrie 1934, de Eugène Delporte.